# Das schlafende Feuer
Das schlafende Feuer ist ein Roman (Bauernroman, Entwicklungsroman, Eheroman), den der badische Heimatautor Hermann Eris Busse 1929 im Berliner Horen-Verlag veröffentlicht hat. Der Roman bildet den ersten Teil von Busses Trilogie Bauernadel, die auch die Romane Markus und Sixta (1929) und Der letzte Bauer (1930) umfasst.
Die Trilogie, für die Busse 1930 mit dem Carl-Schünemann-Preis des Bremer Schünemann Verlages ausgezeichnet wurde, erzählt die Geschichte zweier Bauernhöfe und ihrer Bewohner über drei Generationen hinweg.
Das schlafende Feuer erzählt die Geschichte des Bauernsohns Stoffel Götz, der von seinem heimatlichen Hof verdrängt und Knecht auf einem fremden Hof wird, sich durch die Heirat mit der dortigen Bäuerin und durch harte Arbeit aber eine unabhängige Bauernexistenz schaffen kann. Dabei gelangt er zu Wohlstand und Einfluss. Nachdem ihm der Umgang mit viel Geld und sein Amt als Vogt anfangs erstrebenswert erscheinen, entdeckt er schließlich, dass er dafür gar nicht gemacht und dass seine eigentliche Bestimmung die Landwirtschaft ist.

## Handlung und Figuren

### Handlung
Ort der Handlung ist zunächst der im Schwarzwald gelegene „Bruderbauernhof“, die Zeit die Mitte des 19. Jahrhunderts.
Kapitel 1–3. Auf dem Hof ist der Bauer gestorben; die noch junge, kinderlose Witwe, Agathe, ist mit der Regelung des Erbes beschäftigt. Weitere Bewohner des Hofs sind die alte Magd Christine, ein Hütejunge und der Knecht Stoffel. Stoffel war als Sohn eines Großbauern eigentlich nicht zum Knecht bestimmt, von seiner Schwägerin aber vom Hof verdrängt worden. Stoffel und Agathe mögen einander und heiraten.
Kapitel 4–5. Agathe ist bald schwanger. Zu ihrer Entlastung wird eine weitere Magd eingestellt, die junge Marie. Stoffel begehrt Marie, doch obwohl er sich zu einem Ehebruch nicht hinreißen lässt, wird Agathe von Eifersucht gequält. Auch leidet sie auf dem abgelegenen Hof zunehmend an Einsamkeit, in der der wortkarke Stoffel ihr wenig Trost bietet.
Da gerät unter Umständen, die nie geklärt ganz werden können, der Bruderbauernhof in Brand. Wie schon der Romantitel unterstreicht, ist dieses Feuer das zentrale Ereignis des Romans. Marie ist, weil sie Stoffel nicht hat verführen können, auf Agathe eifersüchtig und denunziert sie wegen Brandstiftung. Agathe kommt vor Gericht, wird aber freigesprochen.
Der Hof ist bei dem Brand vollständig vernichtet worden, sodass Agathe und Stoffel bei einem Verwandten von Agathe, dem Fallerbauer, Zuflucht suchen müssen. Als ein weiterer Verwandter Stoffel für das Land des abgebrannten Hofs ein gutes Angebot macht, schlägt dieser ein. Der Verkaufserlös ermöglicht es ihm, den Michelshof zu kaufen. Dieser liegt im Tal und weniger einsam als der Bruderbauernhof, sodass Agathes innigster Wunsch in Erfüllung geht und sie glücklich sein könnte – wenn sie sich nicht vorwürfe, den Brand in Gedanken herbeigewünscht zu haben. Unerträglich wird dieses Schuldgefühl, als ihr erstes Kind, ein Junge, mit einem großen Muttermal geboren wird, dass ihr als „Brandmal“ erscheint. Als das Kind stirbt, empfindet sie bei aller Trauer auch eine große Erleichterung.
Kapitel 6–10. Nachdem Stoffel den Michelshof übernimmt, gedeiht dieser prächtig und macht seine Eigentümer wohlhabend. Parallel zu diesem Aufstieg verfällt der von Stoffels Bruder Jakob übernommene Götzenhof. Stoffel leiht seinem Bruder Geld und gewährt ihm auf dem Götzenhof ein lebenslanges Wohnrecht, fordert – da er von Geld inzwischen etwas versteht – den Hof aber als Sicherheit. Der Verlust seines freien Bauerntums besiegelt Jakobs Untergang, er beginnt zu trinken, nachdem er auch noch beim Wildern gefasst wird, schließlich ins Gefängnis.

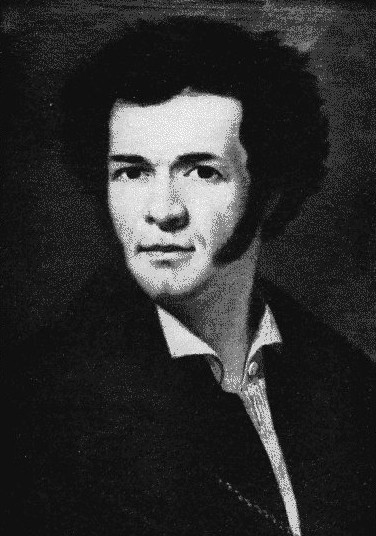
Der Maler Lukas Kirner

Agathe bringt erneut einen Sohn zur Welt, Markus. Da ein später zur Welt gebrachtes Mädchen bald nach der Geburt sterben und ein viertes Kind tot zur Welt kommen wird, bleibt Markus der einzige überlebende Nachwuchs des Paares. Aus Furtwangen reist Lukas Kirner, ein Verwandter der Fallers, an, um von Agathe und Stoffel Porträtbilder zu malen.
Stoffel wird zum Vogt gewählt, was die Ehre einschließt, dem Fürsten vorgestellt zu werden. Nachdem er nie ein Mann vieler Worte gewesen ist, entwickelt er unter den neuen Anforderungen eine gewisse Redefähigkeit; weil er für das Amt nicht alt und gesetzt genug erscheint, hat er jedoch schon bald Probleme, sich in der neuen Position durchzusetzen.  Erschwerend kommen Streitereien mit Jakob und Anna hinzu, bei denen die Dörfler sich auf die Seite von Stoffels Bruder und Schwägerin schlagen, weil sie diese zu den Ihren rechnen, während Stoffel als Außenseiter gilt. Stoffel legt das Amt schließlich nieder und ist tatsächlich sogar erleichtert, die Bürde loszusein. Glücklich widmet er sich wieder seinem eigentlichen Metier, der Landwirtschaft.
Kapitel 11–12. Vier Jahre später. Stoffel ist wieder sehr still geworden, was die Eheprobleme verstärkt, denn Agathe fühlt sich einsamer und einsamer. Sie wird zänkisch. Als Jakob stirbt, zettelt Stoffel auf dem Beerdigungsumtrunk im Gasthaus eine Schlägerei an. Agathe stirbt. Stoffel folgt ihr nach einigen Jahren nach. Markus übernimmt den Michelshof als Bauer.

### Figuren
StoffelChristoffel („Stoffel“) Götz wird vom Autor als ein Sonderling, eine stille, verschlossene, nachdenkliche Person und als Träumer eingeführt. Er ist auch ein Mensch, der liest; während seiner Militärzeit etwa hat er Jean Paul für sich entdeckt. Stoffels Vater, der im Schiltebachtal ansässige reiche Götzenbauer, hat den Hof, wie es der Tradition entspricht, für seinen jüngsten Sohn bestimmt, Jakob Götz.
Stoffel wollte als Kind Geistlicher werden. Sein Leben lang ist er ein tief religiöser Mensch. Auf der Lateinschule in der Stadt hielt er es dann vor Heimweh aber nicht aus, sodass er auf den Götzenhof zurückkehrte und dort Hirt wurde. Nach der Heirat seines Bruders, die gleichzeitig dessen Hofübernahme war, kam Stoffel aber mit der neuen Bäuerin, seiner Schwägerin Anna, nicht zurecht. Vorübergehende Erleichterung brachte ihm die dreijährige Wehrpflicht. Nach der Rückkehr folgte dann der Entschluss, den Götzenhof zu verlassen und sich als Knecht zu verdingen.
Stoffel kam auf den Bruderbauernhof, als Tobias, der Bauer dort, gerade verstorben war. Von Anfang an hatte er nie vor, Knecht zu bleiben, sondern war immer entschlossen, früher oder später Bauer zu werden und eigenes Land zu bewirtschaften. Agathe schätzt ihn als Mann, weil er „kräftiger“ und „männlicher“ ist als ihr verstorbener Mann Tobias. Da sie beide verschlossene Persönlichkeiten sind und Stoffel Frauen gegenüber unsicher ist, finden sie jedoch monatelang nicht zueinander. Erst als der Uhrenmichelbauer, Stoffels Vetter, ihre Verbindung ermutigt, verloben sie sich und heiraten. Aus denselben Gründen, die ihn in seiner Liebeswerbung gehemmt haben, findet er jedoch auch nach der Heirat Agathe gegenüber zunächst keinen ehelichen Umgangston. Erst, als sie sich über seine Zurückhaltung beschwert, beginnt er, sie als Frau anzusprechen und mit ihr zu schlafen.
In die Krise gerät Stoffel, nachdem er sich infolge des Aufstiegs seines Hofs an den Reichtum und an den Umgang mit viel Geld gewöhnt. Der Autor zeigt dies als ein Problem, denn Stoffel, der bisher ein Idealist gewesen ist, entwickelt Ansätze zu materialistischer Berechnung und Hartherzigkeit. Es gelingt ihm, seine wahre Bestimmung zu finden und ganz zur Landwirtschaft zurückzukehren. Die Probleme, die aus seiner (wohl auf den falschen Voraussetzungen begründeten) Ehe ergeben, bleiben jedoch ungelöst.
AgatheAgathe Faller, geborene Bruder ist das einzige überlebende Kind des Bruderhofbauern. Als Zehnjährige hat sie ihre Mutter und ihren Bruder verloren, als diese vom Blitz erschlagen wurden. Freilich war die Ehe der Eltern schwierig gewesen, und dass die Schwester ihres Vaters, die „Base Maria“, sich der Halbwaise nun annahm, brachte erstmals Freude in Agathes Leben.
Agathes erste Ehe, mit Tobias Faller, war wegen dessen Verbindung zu den Stündlern schwierig gewesen. An deren Versammlungen hatte sie nie teilgenommen, sondern war immer zur Kirche gegangen.
Der Autor charakterisiert Agathe als „stattlich und gesund“ und als Frau von „kräftigem Wuchs“. Am Tage ihrer Hochzeit mit Stoffel trägt sie nicht die für ihren Witwenstand angemessene „Kappe“, sondern das eigentlich nur von Jungfrauen getragene Schäppel. Doch erweist sich auch ihre zweite Ehe als schwierig. Ihre Einsamkeit führt Agathe zunächst auf die isolierte Lage des Hofes zurück. Als auch der Umzug ins Schiltebachtal keine Erleichterung bringt, wird erkennbar, dass Stoffel, der seine Frau auf eine allzu verschlossene, wortkarge Art liebt, das eigentliche Problem ist.
TobiasTobias Faller, Agathes erster Ehemann, war ein „Stündler“, Prediger einer freikirchlichen Gemeinde, die das nahe Ende der Welt und die Wiederkehr Christi erwartet und ihren Mitgliedern ein freies Ausleben ihrer Sinnlichkeit erlaubt. Nach einem Streit mit Agathe, die seinen Glauben nicht teilt, gibt er das Amt auf und muss mitansehen, wie sein Nachfolger weitaus erfolgreicher predigt als er selbst. Wenig später stirbt er an den Folgen eines Sturzes.
AlbiezJosua Albiez ist ein Schneider und Wanderprediger aus dem Rheinland. Als Tobias Faller die Stündler nicht mehr unter seinem Dach versammelt, tritt Albiez seine Nachfolge an. Als Agathe nach ihrer Heirat mit Stoffel zunehmend vereinsamt, tröstet er sie und redet ihr zu, mit Stoffel an einen weniger einsamen Ort umzuziehen. Stoffel, der von einem Ortswechsel nichts wissen will, wirft ihn hinaus. Albiez heiratet später Marie, die Magd, die mit Agathe um Stoffel rivalisiert hat. Marie langweilt sich mit dem Schneider bald und unternimmt einen zweiten Versuch, Stoffel in eine Liebschaft zu verwickeln, wird jedoch erneut abgewiesen.
Es ist Albiez, der Stoffel als erster einflüstert, dass er als Vogt kandidieren solle. Agathe, die Stoffel auf dem Hof braucht, ist von Anfang an dagegen.
JakobJakob Götz ist Stoffels jüngerer Bruder, der der Tradition entsprechend den väterlichen Hof übernommen hat. Durch die Heirat mit der Hoferbin Anna Weißer hat er Reichtum der Familie noch vermehrt. Nach dem Tod der Eltern geht es mit dem Götzenhof dann jedoch abwärts. Jakob macht bei einem Kaufmann aus der Stadt Schulden, die er nicht zurückzahlen kann, sodass Stoffel helfen muss und dadurch doch noch Eigentümer des Götzenhofs wird. Jakob und Anna verkraften den Verlust ihrer Würde als freie Bauern nicht. Anna wendet sich den Stündlern zu; Jakob beginnt zu trinken und zu wildern, was ihn ins Gefängnis bringen wird. Das Ehepaar endet in Armut.